# Бруси ле Пти
Бруси ле Пти (фр. Broussy-le-Petit) насеље је и општина у североисточној Француској у региону Шампањ-Арден, у департману Марна која припада префектури Еперне.
По подацима из 2011. године у општини је живело 132 становника, а густина насељености је износила 11,36 становника/km². Општина се простире на површини од 11,62 km². Налази се на средњој надморској висини од 152 метара.

## Демографија
| 1962. | 1968. | 1975. | 1982. | 1990. | 1999. | 2011. |
| ----- | ----- | ----- | ----- | ----- | ----- | ----- |
| 127   | 146   | 125   | 147   | 158   | 135   | 132   |

График промене броја становника у току последњих година